# بیت الورد (یمن)
 بیت الورد  دهستان بزرگی از توابع استان ضالع در کشور یمن و در شبه جزیره عربستان واقع می‌باشد. 

## جمعیت
دارای ۸۰ خانوار و ۶۷۰ نفر جمعیت می‌باشد.  بیت الورد  دهستانی است کوهستانی ودارای آب وهوای معتدل است، تقریباً در بیشتر روزهای سال کوه‌های اطراف روستا سرسبز است. جنگل‌های انبوه از درختهای کوهستانی مانند کُنار، کُور و سمر و دیگر درختان کوهستانی روستا را احاطه نموده‌است. مردم این روستا به دامداری اشتغال دارند. 

## منبع
- دکتر: شامی، یحیی ، (موسوعة المدن العربیة والاسلامیة) ، دار الفکر العربی، بیروت، چاپ سوم سال ۱۹۹۳ میلادی به (عربی).